# Tangchi (köpinghuvudort i Kina, Hubei Sheng, lat 30,91, long 113,34)
Tangchi (kinesiska: 汤池, 汤池镇) är en köpinghuvudort i Kina. Den ligger i provinsen Hubei, i den centrala delen av landet, omkring 97 kilometer väster om provinshuvudstaden Wuhan. Antalet invånare är 13 354. Befolkningen består av 6 356 kvinnor och 6 998 män. Barn under 15 år utgör 12,0 %, vuxna 15-64 år 77 %, och äldre över 65 år 9,0 %.
Runt Tangchi är det tätbefolkat, med 613 invånare per kvadratkilometer. Närmaste större samhälle är Zaoshi, 6,1 km söder om Tangchi. Trakten runt Tangchi består till största delen av jordbruksmark.
Genomsnittlig årsnederbörd är 1 371 millimeter. Den regnigaste månaden är juli, med i genomsnitt 192 mm nederbörd, och den torraste är december, med 18 mm nederbörd.